# Veit Heckrott

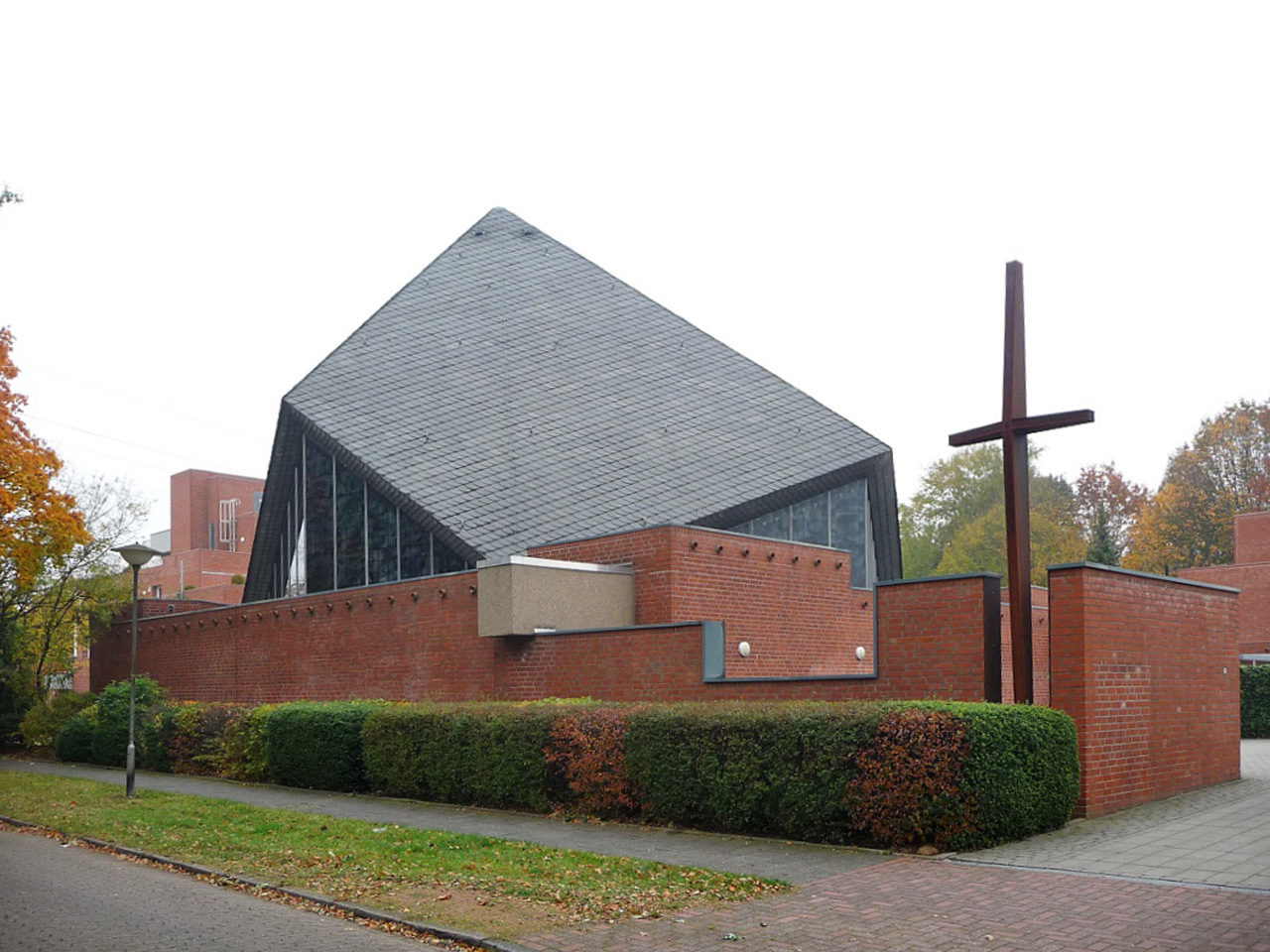
1972: St.-Birgitta-Gemeindezentrum

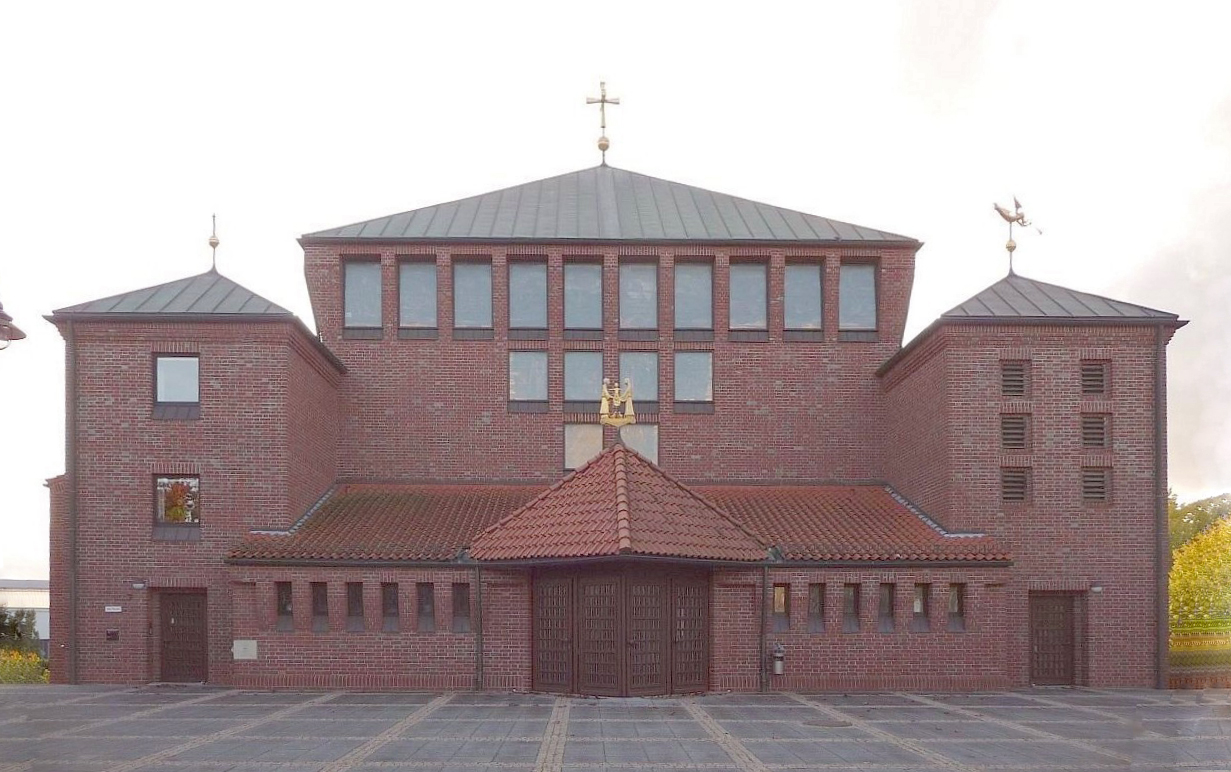
1987: Kirche zur heiligen Familie in Vegesack

Veit Heckrott (* 29. April 1936 in Dresden; † 24. Mai 2007 in Bremen) war ein deutscher Architekt und Hochschullehrer.

## Biografie
Heckrott war der Sohn des Malers und Grafikers Wilhelm Heckrott (1890–1964) und Magdalene Heckrott (1893–1989). Er studierte Architektur und hatte danach sein Büro in Bremen in der Wachmannstraße in Schwachhausen. Er plante u. a. mehrere Bauwerke für die katholische Kirche. Bedeutsam war die 1971/72 fertiggestellte Anlage der katholischen St.-Birgitta-Kirche mit Gemeindezentrum und Altenwohnheim. Die moderne Interpretation einer kubischen „Basilika“ als Zentralraum mit einem Zeltdach fand als Backsteinbau große Beachtung. Er wurde später zum Dozenten, dann Professor der Abteilung Architektur an die Bremer Hochschule für Gestaltung berufen.
Heckrott wurde auf dem Riensberger Friedhof bestattet.

## Bauten
- 1971: Katholisches Altenpflegeheim Birgitta der Caritas in Burglesum im Marßeler Feld, Göteborger Str. 38; ein viergeschossiger, kubischer Backsteinbau.[1]
- 1972: Katholische St.-Birgitta-Kirche und Gemeindezentrum in Burglesum[2]
- 1977: Katholische St. Barbara-Kapelle in Bremen-Arbergen als zentralen Backsteinbau (nach 2011 abgerissen)
- 1977: Altenzentrum St. Michael in der Bremer Neustadt, Kornstraße 383 als dreigeschossigen, dreibündigen Backsteinbau[3][4]
- 1985: Einfamilienhäuser in Bremen-Oberneuland, Uppe Angst 1; zus. mit Kurt Schmidt bestehend aus zwölf Doppel- und drei Einzelhäuser als Ziegelbauten mit Mansarddächern.[5]
- 1987: Katholische Kirche Heilige Familie und Gemeinderäume in Bremen-Vegesack, Grohner Markt 7; zus. mit Franz G. Hopf[6]

## Auszeichnungen
- BDA-Preis 1974 für die katholische St.-Birgitta-Kirche, Gemeindezentrum und für das Altenheim und Altenpflegeheim[7]
- BDA-Preis 1978 für das Altenzentrum St. Michael in der Bremer Neustadt